# Blaise Pascal
Blaise Pascal (n. 19 iunie 1623, Clermont-Ferrand, Franța – d. 19 august 1662, Paris) a fost un matematician, fizician și filosof francez având contribuții în numeroase domenii ale științei, precum construcția unor calculatoare mecanice, considerații asupra teoriei probabilităților, studiul fluidelor prin clarificarea conceptelor de presiune și vid. În urma unei revelații religioase în 1654, Pascal abandonează matematica și științele exacte și își dedică viața filozofiei și teologiei.
În onoarea contribuțiilor sale în știință, numele Pascal a fost dat unității de măsură a presiunii, precum și unui limbaj de programare.
S-a născut în Clermont la 19 iunie 1623 (acum Clermont-Ferrand), în regiunea Auvergne din Franța. Blaise Pascal a fost al treilea copil al lui Étienne Pascal și singurul său fiu. Mama lui Blaise a murit când acesta avea doar trei ani, micul Blaise fiind foarte afectat de această pierdere. În 1632, Étienne și cei patru copii ai săi au părăsit Clermont pentru a se stabili la Paris, iar tatăl, un matematician cu vederi mai neortodoxe asupra educației, a stabilit că Blaise nu va învăța nimic despre matematică până la vârsta de 15 ani. Impulsionat de această interdicție, la vârsta de 12 ani, Blaise a început să învețe geometrie de unul singur, descoperind că „suma unghiurilor unui triunghi este egală cu 2 unghiuri drepte“. Când a aflat tatăl său, s-a îmbunat și i-a permis lui Blaise să aibă o copie a „Elementelor“ lui Euclid.
La vârsta de 14 ani, Blaise Pascal a început să-l însoțească pe tatăl său la întrunirile lui Mersenne de la Paris, la care participau Roberval, Auzout, Mydorge, Desargues, ultimul devenind un model pentru tânărul Pascal. Pe la vârsta de 16 ani, Blaise a prezentat la aceste întruniri câteva teoreme despre geometria proiectivă, incluzând hexagonul mistic al lui Pascal.
În decembrie 1639, familia Pascal a părăsit Parisul pentru a locui la Rouen unde Étienne a fost numit colector de taxe pentru Normadia de Sus și unde Blaise publică în februarie 1640 Essay on Conic Sections (Eseu despre secțiunile conice). După ce a lucrat 3 ani, între 1642 și 1645, Pascal a inventat primul calculator mecanic, Pascaline pentru a-l ajuta pe tatăl său în munca sa de colector de taxe.
În 1646 tatăl său s-a rănit la picior și a trebuit să se recupereze acasă, în grija a 2 frați mai tineri dintr-o mișcare religioasă, care au avut o influență asupra tânărului Pascal care a devenit profund religios. Tot din această perioadă datează și primele încercări de studii asupra presiunii atmosferice, iar in 1647 demonstrează că vidul există, după ce la 25 septembrie el și Descartes s-au contrazis asupra acestui adevăr. În 1648 Pascal a observat că presiunea atmosferei scade cu înălțimea și a dedus că vidul există deasupra atmosferei.
În septembrie 1651, Étienne Pascal moare, iar într-o scrisoare adresată uneia din surori dă un adânc înțeles creștin morții în general și morții tatălui său în particular, idei care formează baza pentru lucrării sale filozofice ulterioare, Les pensées.
Din mai 1653, Pascal scrie Récit de la grande expérience de l'équilibre des liqueurs (Tratat despre echilibrul lichidelor) în care explică legea presiunii. În urma corespondenței cu Fermat din vara anului 1654 a pus bazele teoriei probabilității. În această perioadă are și probleme de sănătate, dar continuă lucrul până în octombrie 1654. Pe 23 noiembrie 1654, în urma unei experiențe religioase își dedică viața Creștinătății.
După această dată, Pascal face vizite la mănăstirea Jansenistă Port-Royal des Champs la cca. 30 de km sud-vest de Paris și publică lucrări anonime reunite în Lettres provinciales, în 1656. Între 1656 și 1658 scrie Les pensées, cea mai cunoscută lucrare teologică a lui Pascal.
Moare la 39 de ani pe 19 august 1662, în urma extinderii tumorii maligne din stomac și este înmormântat St. Étienne-du-Mont în Paris.

## Contribuții în știință

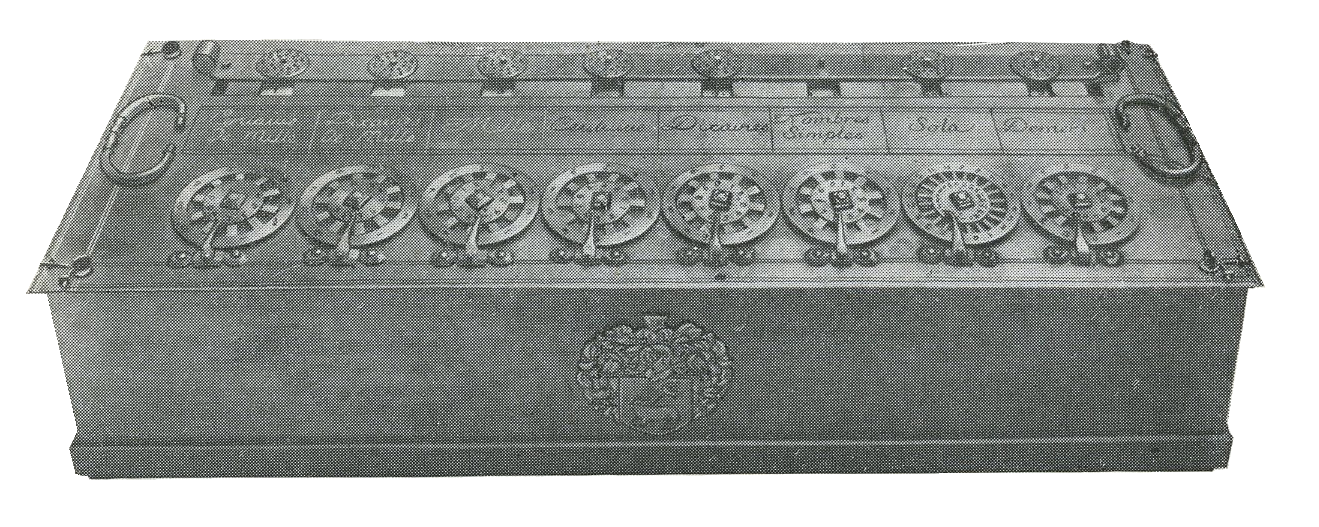
Pascaline unul din primele calculatoare mecanice, lăsat după moartea lui Pascal lui Pierre de Carcavi, unul din prototipuri aflându-se la muzeul Zwinger din Dresda

La vârsta de 16 ani, Pascal a prezentat primul său rezultat original cunoscut sub numele de triunghiul lui Pascal (teorema lui Pascal), iar la 18 ani a construit primul calculator mecanic, pentru a-și ajuta tatăl la calculul taxelor. Dispozitivul numit Pascaline, semăna cu un calculator mecanic al anilor 1840, iar această invenție îl face pe Pascal a doua persoană care inventează calculatorul mecanic deoarece Schickard mai făcuse unul în 1624. Pascal se confruntă cu probleme de design ale calculatorului, datorate sistemului francez din acea vreme. Erau 20 de soli într-o livră și 12 dinari într-un sol, astfel încât Pascal trebuia să rezolve probleme tehnice mult mai grele cu această împărțire a livrei în 240 decât dacă ar fi lucrat cu împărțirea la 100. Oricum producția aparatelor a început în 1642, dar până în 1652 fuseseră produse 50 de prototipuri, însă puține au fost vândute, și producerea calculatorului aritmetic al lui Pascal a încetat în acel an. Unul din aceste prototipuri este la muzeul Zwinger, în Dresda (Germania).
Aflând de încercarea lui Torricelli de a determina presiunea atmosferică, Pascal a început să caute diverse tipuri de experiențe care să dovedească temeinicia descoperirii lui Torricelli, construind o instalație cu tuburi care demonstra influența presiunii. În august 1648 Pascal a observat că presiunea atmosferei scade cu înălțimea și a dedus că vidul există deasupra atmosferei. Descartes îi scria lui Carcavi în iunie 1647 despre experimentele lui Pascal: „Eu am fost acela care l-am sfătuit acum doi ani sa facă aceasta, de aceea, deși nu am participat eu însumi, nu m-am îndoit de succesul nostru...“, deși cu un an înainte, în urma unei neînțelegeri cu Pascal cu privire la existența vidului îi scria lui Huygens că Pascal „... avea prea mult vid în capul său.“
Pascal a fost primul care s-a gândit că, cu ajutorul barometrului, poate fi măsurată diferența de altitudine dintre două puncte și a atras atenția că modificarea lungimii coloanei de mercur mai depinde și de umiditate și temperatura aerului, putând fi folosită astfel în previziuni meteorologice. Nu mai puțin importante sunt lucrările lui Pascal din domeniul hidrostaticii. În lucrarea sa cea mai importantă „Tratat despre echilibrul lichidelor“ a formulat legea fundamentală a hidrostaticii, numită apoi legea lui Pascal. A calculat mărimea presiunii hidrostatice, a descris paradoxul hidrostatic, legea vaselor comunicante și principiul presei hidraulice.
El a lucrat la secțiunile conice și a produs teoreme importante în geometria proiectivă. În „The Generation of Conic Sections (Generația secțiunilor conice)“, Pascal considera conurile generate de o proiecție centrală a unui cerc. Acesta era prima parte a tratatului asupra conurilor (pe care Pascal nu l-a terminat niciodată). Lucrarea este acum pierdută dar, Leibniz și Tschirnhaus au notat din ea și prin acestea este posibilă o imagine aproape completă a lucrării.
Lucrarea lui Pascal asupra coeficienților binomiali l-a condus pe Isaac Newton la descoperirea teoremei binomului general pentru puteri fracționare și negative.
Din corespondențele cu Fermat se va naște apoi teoria probabilităților, în urma unor întrebări adresate de cavalerul de Mére privind jocul de zaruri.
Din 1654 abandonează însă lumea științifică pentru a se dedica creștinismului, ultima sa lucrare publicată descriind curba trasată de un punct pe circumferința unui cerc care se învârte. Din 1658 începe din nou să se gândească la probleme de matematică din cauza durerilor care îi chinuiau somnul. Pascal îi provoacă pe Wren, Laloubère, Leibniz, Huygens, Wallis, Fermat cu două probleme: calculul ariei oricărui segment de cicloidă și centrul de greutate al oricărui segment, probleme pe care Pascal le rezolvase folosind calculul indivizibililor al lui Cavalieri, în scrisorile către Carcavi.

## Contribuții în filozofie și teologie
Pascal s-a ocupat și de filozofie, considerând că progresul științific este scopul existenței omenirii. Oscilând între raționalism și scepticism, el a ales spre finalul vieții credința, fiind influențat încă de mic de credința în Dumnezeu. De la vârsta de 14 ani, Blaise Pascal participa alături de tatăl său la întâlnirile abatelui de Mersenne, care aparținea ordinului religios de la Minims, iar după ce tatăl său se rănește la picior și este îngrijit de doi frați ai unui ordin religios de lângă Rouen, Pascal devine profund religios. În urma unui accident suferit în 1654 pe podul de la Neuilly pe Sena, când caii, care trăgeau trăsura, au sărit și trăsura a rămas agățată de pod, dar mai ales în urma unei revelații religioase de pe 23 noiembrie 1654 Pascal a hotărât să ia calea credinței, vizitând mănăstirea jansenită de lângă Paris.
În acest domeniu Pascal își datorează faima atacului împotriva cazuisticii, o metodă folosită în special de iezuiți, atac întreprins în Lettres provinciales. În acestă lucrare Pascal lua apărarea prietenului său jensenist Antoine Arnould, și va aprinde mânia regelui Ludovic al XIV-lea care va da ordin să fie arsă.
Cea mai cunoscută lucrare filosofică a lui Pascal este Les pensées, o colecție de gânduri asupra suferinței umane și a încrederii în Dumnezeu, o lucrare apologetică creștină adresată noii lumi desacralizate. Această lucrare cuprinde și celebrul pariu al lui Pascal, care propune că, indiferent de existența lui Dumnezeu, alegerea mai profitabilă este aceea de a crede în el. Pariul său era : „dacă Dumnezeu există și sunt catolic, câștig viața veșnică, supunându-mă bisericii; dacă nu, nu am nimic de pierdut“. Concepția lui Pascal era, în cuvinte puține: Dumnezeu există pentru că este cel mai bun pariu. Pariul lui Pascal a fost criticat încă din vremea sa, pentru faptul că nu demonstrează inexistența lui Dumnezeu și pentru utilizarea probabilității în teologie.
Pascal a făcut speculații teologice și asupra noțiunii de infinit, în timp ce Isaac Newton, Leibniz (și chiar el însuși prin studiile sale asupra epicicloidei), puneau bazele calcului infinitezimal, din care apoi se va naște Analiza matematică.

## Lucrări publicate
- Essai sur les coniques (1640) (Eseu despre secțiunile conice)
- Expériences nouvelles touchant le vide (1647) (Noi experimente cu privire la vid)
- Récit de la grande expérience de l'équilibre des liqueurs (1653) (Tratat despre echilibrul lichidelor)
- Traité du triangle arithmétique (1654) (Tratat asupra triunghiurilor aritmetice)
- Les provinciales (Correspondances 1656-1657) (Scrisori Provinciale)
- L'art de persuader (1657) (Arta de persuasiune)
- Les pensées (1670, posthume) (Cugetări)